# Орловская зона ПВО
Орловская зона ПВО — территориальное оперативное объединение войск ПВО СССР накануне и во время Великой Отечественной войны, выполнявшее противовоздушную оборону войск и важных административно-политических и промышленных центров, расположенных в границах Орловского военного округа.

## История формирования и боевой путь
Орловская зона ПВО была образована приказом НКО СССР № 0015 от 14 февраля 1941 года в границах Орловского военного округа, согласно которому в состав зоны должны были войти Брянский и Орловский бригадные районы ПВО. Штаб зоны — город Орёл. Границы зоны — в пределах Орловского военного округа. Командующий зоной является помощником командующего войсками Орловского военного округа.
Формирование зоны происходило в мае 1941 года, накануне войны, поэтому окончательно зона сформировалась в составе только одно района:
- Воронежский бригадный район ПВО;
- отдельные части и подразделения ПВО.

Орловская зона ПВО прикрывала Воронеж и важные центры в границах зоны ПВО — Белгород, Курск, Ливны, Брянск, объекты железнодорожных магистралей..
Орловская зона ПВО расформирована в ноябре 1941 года. В составе в действующей армии зона находилась:
- с 22 июня по 18 ноября 1941 года.

## Командующий
- комбриг Грудяев Павел Осипович[2], с мая по ноябрь 1941 года